# جان بیکنل اودن
جان بیکنل آودن (انگلیسی: John Bicknell Auden؛ ۱۴ دسامبر ۱۹۰۳ – ۲۱ ژانویهٔ ۱۹۹۱) زمین‌شناس و کاشف، برادر بزرگ‌تر شاعر ویستن هیو اودن اهل بریتانیا بود.